# M80 Zolja
Pour les articles homonymes, voir M80.
Le M80 Zolja est un lance-roquettes pour munition de 64 mm conçu en 1980 en Yougoslavie. L'arme est toujours produite en Serbie et en République de Macédoine.